# Wertpapierdepot
Ein Wertpapierdepot oder genauer Wertpapierdepotkonto ist im Bankwesen ein Konto, über das Wertpapierorders (Kauf, Verkauf, Übertragung) abgewickelt und Wertpapierbestände verbucht werden. Bei Investmentfonds wird die Bezeichnung Anlagekonto verwendet.

## Rechtsfragen
In Deutschland ist das Depotgeschäft, also die Verwahrung und Verwaltung von Wertpapieren für andere, Bankgeschäft im Sinne des § 1 Abs. 1 Nr. 5 KWG. Depotkonten dürfen nur von Kreditinstituten oder Finanzdienstleistungsinstituten nach § 1 Abs. 1 bzw. Abs. 1a KWG geführt werden, sofern sie Depotgeschäft, Abschlussvermittlung oder Finanzportfolioverwaltung betreiben. Als Kontoart unterliegen Depotkonten den allgemeinen Bestimmungen über die Eröffnung und Führung von Bankkonten im Hinblick auf die steuerlichen Anforderungen (§ 154 Abs. 1 Abgabenordnung (AO)) und die Normen über Geldwäsche. Zudem werden sie im Kontoabrufverfahren gemeldet. Gespeichert werden hierbei Kontonummer, Eröffnungs- und Auflösungsdatum sowie Namen, Geburtsdatum des Kontoinhabers, Namen eines oder mehrerer evtl. abweichenden wirtschaftlich Berechtigten (hier auch die Adresse) sowie Namen und Geburtsdatum von Verfügungsberechtigten eines Depotkontos.
Depotkonten können wie Girokonten als Einzelkonten oder als Gemeinschaftskonten geführt werden. Bei einem Gemeinschaftskonto („Oder-Depot“) muss festgelegt werden, ob eine gemeinsame Verfügung durch sämtliche Kontoinhaber möglich sein soll oder ob jeder Inhaber allein über das Depot verfügen kann. Beim Oder-Depot ist zwischen der Eigentumslage an den verwahrten Wertpapieren und den Rechten aus dem Depotvertrag zu unterscheiden. Der das Innenverhältnis von Gesamtgläubigern regelnde § 430 BGB gilt nur für die Rechte aus dem Depotvertrag. Beim Oder-Depot ist § 430 BGB nur für die Rechte aus dem Depotvertrag, nicht jedoch für die Eigentumslage an den verwahrten Wertpapieren von Bedeutung: Nur im Hinblick auf die Rechte aus dem Depotvertrag, nicht aber in Bezug auf die verwahrten Wertpapiere sind die Inhaber eines Oder-Depots Gesamtgläubiger. Denn Gesamtgläubigerschaft bei Inhaberpapieren, insbesondere bei Aktien, gibt es nicht. Maßgebend ist somit die dingliche Berechtigung, also die Eigentumslage. Über diese gibt die Errichtung eines Depots als Oder-Depot in der Regel keinen Aufschluss. Das gilt schon deshalb, weil der Depotinhaber nicht Eigentümer der verwahrten Wertpapiere sein muss. Erfahrungsgemäß dient die Errichtung eines Oder-Depots zum Beispiel bei Eheleuten häufig nur dem Zweck, auch dem anderen Ehegatten Verfügungen über die Wertpapiere zu ermöglichen.

## Depotvertrag
Die Eröffnung eines Wertpapierdepots ist banküblich mit dem Abschluss eines Depotvertrages zwischen der Depotbank und ihrem Depotkunden verbunden. Der Depotvertrag gehört zu den AGB und verpflichtet das verwahrende Kreditinstitut (Verwahrer) zur Überwachung und Benachrichtigung über die Ausübung und Verwertung der Anlegerrechte und -pflichten, wie etwa Bezugsrechte, Einzahlungspflichten, Abfindungs- und Übernahmeangebote. Weitergehende Warn- und Aufklärungspflichten über sämtliche für die Wertentwicklung relevanten Umstände sind aber wegen der Vielzahl von Faktoren weder bestimmbar noch wirtschaftlich praktikabel. Deshalb fällt die Wertentwicklung der Anlage grundsätzlich in die Risikosphäre des Kunden. Ohne zusätzlich übernommene Verpflichtung zur Depotüberwachung ist eine Depotbank nicht schadensersatzpflichtig. Hiervon unberührt bleiben die sich aus einem Beratungsvertrag ergebenden Pflichten der Kreditinstitute. Der Depotvertrag enthält auch die Ermächtigung des Depotkunden an seine Depotbank (§ 185 BGB), im Falle eines Verkaufsauftrages über seinen Miteigentumsanteil am Girosammelbestand im eigenen Namen zu verfügen. Hierbei handelt es sich um eine wertpapierrechtlich erforderliche Vereinbarung, durch welche die Depotbank mit der Wertpapiersammelbank erst eine dingliche Einigung nach § 929 Satz 1 BGB herbeiführen kann.
Über Depotkonten werden lediglich die wertpapierseitigen Buchungen eines Wertpapiergeschäfts abgewickelt, während die geldmäßigen Gegenbuchungen (Kaufpreis, Verkaufserlös, Zins- und Dividendengutschriften) über ein Verrechnungskonto (z. B. Girokonto) geleitet werden. Entsprechend beruhen Depotgutschriften insbesondere auf Wertpapierkäufen oder -übertragungen, Depotlastschriften auf Wertpapierverkäufen oder -übertragungen. Depotguthaben weisen den Bestand an genau bezeichneten Wertpapieren aus, den der Kontoinhaber beim kontoführenden Kreditinstitut unterhält. Dabei ist die im Hintergrund zum Depotkonto stehende Verwahrungsart der Wertpapierbestände von Bedeutung.

## Verwahrungsart
Die verschiedenen Verwahrarten unterscheiden sich durch die Rechtsstellung des Depoteigentümers in Bezug auf das Wertpapier sowie die Rechtsgrundlage für die Verwahrung.

### Girosammelverwahrung
Die Girosammelverwahrung ist der praktische und im Depotgesetz auch der rechtliche Normalfall. Sie erleichtert die Depotverwaltung, indem Wertpapiere nur als Depotguthaben auf Girosammeldepotkonten geführt und umgebucht werden. Dies ermöglicht es, Käufe, Verkäufe und Übertragungen von Wertpapieren ohne Bewegung zu vollziehen. Die Depotguthaben repräsentieren den Eigentumsanteil an den sammelverwahrten Wertpapieren, der auf den jeweiligen Konteninhaber entfällt. Durch die Sammelverwahrung verlieren die Wertpapiere einen Teil ihrer charakteristischen Merkmale. Wertpapiere derselben Emission werden für eine Vielzahl von Hinterlegern ungetrennt verwahrt, wodurch der Hinterleger sein Alleineigentum verliert und dafür einen Miteigentumsanteil am Sammelbestand nach § 6 DepotG erhält. Dieser Miteigentumsanteil wird durch sein Depotguthaben ausgedrückt, welches auf seinem Depotkonto verbucht ist. Dieser Anteil berechtigt ihn jederzeit, von der Depotbank die Herausgabe seines Miteigentums zu verlangen (§ 985 BGB), durchsetzbar mittels Übertrag des Depotguthabens auf ein anderes Depotkonto oder Verkauf. Die Wertpapiere werden bei einer Veräußerung nicht mehr im Sinne von § 929 BGB übergeben. Denn diese materiell-rechtliche Vorschrift setzt voraus, dass eine Wertpapierurkunde physisch den Besitzer wechselt. Es ist jedoch gerade Sinn und Zweck der Girosammelverwahrung, dies nicht mehr tun zu müssen. Als Ausweg aus diesem Dilemma wird die Übergabe durch die Abtretung des Herausgabeanspruchs an den Erwerber durch Willenserklärungen nach § 931 BGB mittels Umbuchung von Miteigentumsanteilen ersetzt.
Die Geltendmachung des verbrieften Rechts, etwa des Stimmrechts bei Aktien, erfolgt nicht mehr durch Vorlage der eigentlichen Urkunde, sondern durch eine Hinterlegungsbescheinigung eines Kreditinstituts. Nach herrschender Meinung ist der Eigentümer sammelverwahrter Wertpapiere auch ihr mittelbarer Besitzer. Pfändungsgläubiger können nicht auf die sammelverwahrten Wertpapiere selbst zugreifen, sondern nur das Recht des Hinterlegers am Sammelbestand bei dessen Zwischenverwahrer nach den §§ 829, 835, 836 und 857 ZPO pfänden. Ein gutgläubiger Erwerb (und Einwendungsausschluss) findet nicht mehr durch unmittelbaren Besitz statt, sondern lediglich durch mittelbaren Mitbesitz und Hinterlegungsbescheinigung.
Es gibt zwei Arten der Girosammelverwahrung. Die Girosammelverwahrung nach § 5 Abs. 1 DepotG kommt für im Inland begebene und belegene Wertpapiere zur Anwendung. Sie lagern direkt beim inländischen Zentralverwahrer (Clearstream). Der Sitz des Emittenten kann aber auch im Ausland liegen. Die Girosammelverwahrung nach § 5 Abs. 4 DepotG kommt für im Ausland begebene und belegene Wertpapiere zur Anwendung. Sie lagern bei einem ausländischen Zentralverwahrer, jedoch unterhält der inländische Zentralverwahrer (Clearstream) zu ihm eine gegenseitige Kontenverbindung („CSD-Link“), über die er dem Depotkunden Miteigentum am Wertpapierbestand verschaffen kann. Mit § 17a DepotG wird seit Dezember 1999 das Ziel verfolgt, den Effektengiroverkehr mit Auslandsberührung (kollisionsrechtliche Aspekte) zu vereinfachen und modernisieren. Danach ist für Verfügungen über indirekt gehaltene Wertpapiere das Recht am Ort des Depotkontos, auf welchem für den Erwerber die für den Rechtserwerb erforderliche Buchung vorgenommen wird bzw. die Registrierung erfolgt, maßgebend. In teilweise oder vollständig entmaterialisierten Systemen (Globalurkunde oder Wertrecht) gilt somit das ausländische Recht am Ort des zentralen Registers, in dem die Wertrechte eingetragen sind. Nach § 17a DepotG muss eine Depotbuchung rechtsbegründende (konstitutive) Wirkung entfalten. Hiervon werden alle sammelverwahrfähigen Wertpapiere erfasst.
Um Rechte aus Wertpapieren geltend machen zu können, ist normalerweise die Vorlage der Urkunden erforderlich. Da sich Urkunden in Sammelverwahrung jedoch nicht zur wertpapierrechtlichen Legitimation verwenden lassen, hat die Rechtsordnung andere Verfahren entwickelt. Das geschah in Deutschland schon vor der Einführung von Globalurkunden, weil es für Aktionäre seit jeher unzumutbar war, mit den Wertpapierurkunden zur Hauptversammlung anzureisen. Es genügt nach geltendem Recht die Vorlage einer Hinterlegungsbescheinigung, die schriftlich einzureichen ist (§ 123 Abs. 3 AktG). Diese Hinterlegungsbescheinigung kann ein Notar, eine Wertpapiersammelbank oder eine in der Satzung dazu bestimmte Stelle ausstellen. Die Satzungen lassen es ausreichen, dass die Aktien bei der verwahrenden Bank mit Zustimmung dieser Hinterlegungsstelle bis zum Tag der Hauptversammlung gesperrt gehalten werden; ein Depotübertrag zu der Hinterlegungsstelle ist daher nicht notwendig. Die Hinterlegungsbescheinigung erklärt mithin einerseits, dass eine bestimmte Person oder ein bestimmtes Unternehmen Aktien hält und andererseits, dass diese Aktien gesperrt sind. Durch die Sperre wird die Depotbank nicht an einer Verfügung mitwirken, die ihr Kunde in Auftrag gibt, es sei denn, die Bescheinigung wird zurückgegeben. In der Praxis ist selbst diese Rückgabe unnötig: Die Bank führt den Verkaufsauftrag aus und informiert in einem elektronischen System („DAMBA“) die Gesellschaft. So kann am Hauptversammlungstag ein aktueller Aktionärsbestand festgestellt werden.
Die BaFin hat in einer bankaufsichtsrechtlichen Anordnung in Ziffer 1 Nr. 1 die zur Girosammelverwahrung zulässigen Wertpapierarten einzeln benannt. Neben den vertretbaren Wertpapieren derselben Art gelten demnach als girosammelverwahrfähig insbesondere Namensaktien und vinkulierte Namensaktien sowie Schuldbuchforderungen, die im Bundesschuldbuch, dem Schuldbuch eines Sondervermögens des Bundes oder in Schuldbüchern der Länder auf den Namen einer Wertpapiersammelbank eingetragen sind. Die Girosammelverwahrung für Namensaktien ist seit März 1992 möglich, praktisch hat sie mit der Einbringung der Allianz SE im März 1997 begonnen. Auch die Lufthansa, die im September 1997 wegen gesetzlicher Auflagen auf vinkulierte Namensaktien umstellen musste, wurde in das hierfür geschaffene System CARGO eingebracht. Namensaktien und vinkulierte Namensaktien sind sammelverwahrfähig, wenn sie mit Blankoindossament oder Blankozession versehen sind.

#### Einzelurkunden
Bei der Girosammelverwahrung von Einzelurkunden findet keine individuelle Zuordnung zu Eigentümern statt. Stattdessen wird lediglich ein Deckungsbestand vorgehalten. Über diesen wird anteilsmäßig Buch geführt, um einen „stückelosen“ Effektenverkehr zu ermöglichen, bei dem es nicht mehr zu einer tatsächlichen Bewegung von effektiven Stücken kommt. Liefert ein Eigentümer Wertpapiere ein und macht später seinen Herausgabeanspruch geltend, so stehen ihm lediglich Urkunden gleicher Art und Anzahl aus dem Deckungsbestand zu, nicht exakt die eingelieferten Urkunden. Historisch verwahrte die depotführende Bank die Urkunden ihrer Kunden selbst („Haussammelverwahrung“) und musste sie nach einem (Börsen-)Handel per Post zur Depotbank des Käufers versenden, wenn dieser nicht ebenfalls ihr Kunde war. Erst die Lagerung der Einzelurkunden bei dem Zentralverwahrer (Clearstream) sichert die stückelose Übertragbarkeit in allen Fällen.
Im April 1998 führte der Gesetzgeber in § 10 Abs. 5 AktG die Möglichkeit für Aktiengesellschaften ein, den Verbriefungsanspruch des Aktionärs auszuschließen. Seit diesem Zeitpunkt gibt es also für die Aktiengesellschaften die Möglichkeit, wirksam zu verhindern, dass noch Einzelurkunden in Umlauf kommen.

#### Sammelurkunden
Bei der Girosammelverwahrung einer Sammelurkunde, auch genannt Globalurkunde, wird für den Deckungsbestand nur noch eine einzige Urkunde ausgestellt. Daran erwerben die Anteilsinhaber ein Bruchteilseigentum. Dass überhaupt noch Urkunden im Spiel sind, ist dabei lediglich der historisch gewachsenen Rechtsgrundlage geschuldet, die eine Verkörperung als Formerfordernis beinhaltet.
Die Voraussetzungen für die Verwahrung von Sammelurkunden bei Wertpapiersammelbanken werden in § 9a DepotG geschaffen, wo auch der Sammelurkundenbegriff definiert ist. Die Sammelurkunde ist danach ein Wertpapier, das mehrere Rechte verbrieft, die jedes für sich in vertretbaren Wertpapieren einer und derselben Art verbrieft sein könnten (§ 9a Abs. 1 Satz 1 DepotG). Sie verbrieft ganz oder teilweise eine Wertpapieremission und wird beim Zentralverwahrer verwahrt. An dieser Sammelurkunde haben die einzelnen Inhaber der Wertpapiere einen Miteigentumsanteil nach § 6 DepotG, ausgedrückt durch ein entsprechendes Guthaben auf dem Depotkonto. Die Umwandlung des Alleineigentums und Miteigentum beruht bei der Sammelverwahrung weder auf Vermischung noch auf Vertrag, sondern auf Gesetz. Der Auslieferungsanspruch des Depotinhabers gegen seine Depotbank nach den §§ 7 Abs. 1 und § 8 DepotG ist in seiner rechtlichen Bewertung umstritten, ähnelt aber dem Anspruch auf wertmäßige Beteiligung in Form von Auslieferungsansprüchen gegen den Verwahrer.
Der Hinterleger einer Sammelurkunde muss die Ermächtigung zur Girosammelverwahrung (Sammelverwahrung) ausdrücklich erteilen; er ist berechtigt, jederzeit und ohne Zustimmung der übrigen Beteiligten eine bei einer Wertpapiersammelbank hinterlegte Sammelurkunde durch Einzelurkunden oder umgekehrt zu ersetzen (§ 9 Abs. 1 Satz 2 DepotG). Die Hinterlegung der Sammelurkunde entfaltet die gleiche Rechtswirkung, als wenn eine gleiche Anzahl einzelner effektiver Wertpapierurkunden hinterlegt worden wäre. Der Gesetzgeber hat jedoch den technischen Fortschritt bei Aktien dadurch berücksichtigt, dass er in § 10 Abs. 5 AktG seit April 1998 der Aktiengesellschaft die Möglichkeit bietet, den Verbriefungsanspruch des Aktionärs auszuschließen. Hierdurch reduziert sich der Wertpapiercharakter der Aktie von der bisherigen „Verkörperung“ in einer Urkunde auf das buchmäßig vorhandene Miteigentum des Aktionärs an einer Globalurkunde.

#### Wertrechte
Die Girosammelverwahrung von Wertrechten ist eine stückelose Verwahrung, d. h., sie verzichtet vollständig auf Urkunden, auch auf eine Globalurkunde. Anwendung findet sie bei Schuldbuchforderungen, die über ein Bankdepot gehalten werden. Dies betrifft Bundes- und Landeswertpapiere, ausgenommen Fremdwährungsanleihen (diese liegen als Globalurkunde vor). Die sammelverwahrten Wertrechte werden dazu auf den Namen der Wertpapiersammelbank (Clearstream) in ein Sammelschuldbuchkonto eingetragen. Die Girosammelverwahrung ist die einzige Möglichkeit, Wertrechte bei Schuldbuchforderungen über ein Wertpapierdepot zu halten, was wiederum die einzige Möglichkeit ist, nach dem 22. August 2012 aufgelegte, börsennotierte Bundeswertpapiere überhaupt zu halten. Bei davor aufgelegten Bundeswertpapieren ist es auch möglich, sie in Einzelverwahrung zu halten, wozu der Eigentümer selbst ein Einzelschuldbuchkonto bei der Bundesfinanzagentur führen und seine Papiere dort auf den eigenen Namen einbuchen lassen muss (bzw. sie früher auch direkt darüber kaufen konnte). 2011 waren jedoch bereits gut 98,4 % des ausstehenden Wertrechtevolumens von insgesamt 1,093 Billionen € auf dem Sammelschuldbuchkonto eingetragen, so dass es der Bund als wirtschaftlicher ansah, die Einzelschuldbuchkontoführung für Privatanleger auslaufen zu lassen.
Aktien können hingegen in Deutschland mangels Rechtsgrundlage nicht direkt in stückeloser Verwahrung gehalten werden. Dies ist lediglich nach ausländischem Recht möglich, entweder durch stückelose Verwahrung über ein Depot bei einer ausländischen Bank, oder indirekt mittels Wertpapierrechnung über eine deutsche Bank.
Obwohl sich die Praxis bei Wertrechten auf Schuldbucheinträge konzentriert, sind die Rechtsgrundlagen nicht darauf beschränkt: Die Definition des Wertpapierbegriffs in § 1 Abs. 11 Satz 2 Nr. 1–4 KWG bedient sich einer nicht abschließenden Aufzählung und verdeutlicht, dass keine Urkunden ausgestellt sein müssen. Die Verbriefung von Wertpapieren gehört bankaufsichtsrechtlich nicht mehr zu den begriffsprägenden Elementen.

### Streifbandverwahrung
Die Streifband- oder Sonderverwahrung (engl. separate/segregated/individual/jacket custody) sichert dem Hinterleger gemäß § 2 DepotG den Herausgabeanspruch auf genau dieselben effektiven Stücke, die er zuvor hinterlegt hat. Die Stücke werden durch eine individuell ausgezeichnete Papierschleife (Streifband) von den restlichen Beständen gesondert verwahrt und verwaltet.
Zur Streifbandverwahrung girosammelverwahrfähiger Wertpapiere ist der ausdrückliche Auftrag des Hinterlegers notwendig, da im Normalfall die wirtschaftlichere Girosammelverwahrung zur Anwendung kommt. Andere Wertpapiere (z. B. beschädigte Stücke, private Namensaktien) müssen streifbandverwahrt werden, da durch die abweichende Verwertbarkeit kein gleichwertiges Miteigentum an einem Sammelbestand in einer Sammelverwahrung begründet werden kann.
In Österreich ist zur Streifbandverwahrung der Nebenurkunden (Zins-, Gewinnanteil-, Erträgnis und Erneuerungsscheine) des hinterlegten Wertpapieres ein zusätzlicher Auftrag erforderlich, sonst werden die Kupons von der Verwahrstelle im Zuge der üblichen Depotverwaltung zur Fälligkeit abgetrennt und zu Gunsten des Hinterlegers eingelöst.
Bei umsatzschwachen Wertpapieren könnte die Streifbandverwahrung im Börsenhandel zum Hindernis werden, wenn Aktienurkunden in mehreren Stückelungen existieren (z. B. im Nennwert von 100 € und 1.000 €). Wurde die große Stückelung angeboten, es bestand jedoch nur Nachfrage nach niedrigeren Stückelungen, kommt ein Umsatz auch bei übereinstimmenden Kauf- und Verkaufskursen nicht zustande, da die Urkunde effektiv nicht teilbar ist. Bei Girosammelverwahrung wäre hingegen ein Umsatz zustande gekommen.

### Wertpapierrechnung
Bei der Wertpapierrechnung befinden sich die Wertpapiere (bei denen es sich sowohl um Wertrechte als auch um Urkunden handeln kann) nicht im Eigentum des Begünstigten, sondern sie werden von einer ausländischen Stelle als Verwahrer treuhändisch gehalten. Sie kommt für im Ausland belegene Wertpapiere zum Einsatz, für die mangels CSD-Link keine Girosammelverwahrung möglich ist, und zwar unabhängig davon, ob sie von in- oder von ausländischen Emittenten stammen. Die inländischen Depotbanken sind hierbei „Zwischenverwahrer“, denn nicht sie selbst fungieren als Verwahrer, sondern die Korrespondenzbanken im Ausland. Der Begünstigte hat damit lediglich einen schuldrechtlichen Anspruch auf die Lieferung ausländischer Wertpapiere, kein Eigentum daran. Eine Rechtsgrundlage ist mit § 22 DepotG nur rudimentär vorhanden, so dass diese Verwahrungsart größtenteils auf privater Vereinbarung zwischen Kunde und Bank gründet, die brancheneinheitlich in Ziffer 12 der Sonderbedingungen für Wertpapiergeschäfte geregelt ist.
Der § 17a DepotG greift zwar bei Gutschriften in Wertpapierrechnung nicht, ist aber analog anzuwenden. Erfolgt der Kauf durch Registereintragung, so gilt das Recht des registerführenden Staates, erfolgen lediglich Depotkontogutschriften, so gilt das Recht der kontoführenden Stelle.
Beispielsweise beim Kauf einer amerikanischen stückelosen Aktie erhält der deutsche Depotkunde eine solche „Gutschrift in Wertpapierrechnung“ durch seine Depotbank. Diese wiederum erhält die gleiche Gutschrift durch den Zentralverwahrer Clearstream AG, der ein Treuhandeigentum an der erlangten Rechtsposition durch den internationalen Zentralverwahrer Clearstream Luxemburg eingeräumt bekommt. (Theoretisch kann es auch andere nationale und internationale Zentralverwahrer geben, aber in der Praxis ist Clearstream der einzige zugelassene Zentralverwahrer in Deutschland und Clearstream greift ausschließlich auf Clearstream Luxemburg als internationalen Zentralverwahrer zurück.) Letzterer erhält ein „securities entitlement“ nach Artikel 8 UCC durch die Lagerstelle in den USA, bei der die stückelosen Effekten des Ausstellers verwaltet werden. Nach § 17a DepotG gilt in diesem Falle US-Recht. Je nach ausländischer Lagerstelle kann zwischen Clearstream Luxemburg und dem eigentlichen Eigentümer auch eine ganze Kette von derartigen Treuhandverhältnissen bestehen, die jeweils durch sogenannte Drei-Punkte-Erklärungen abgesichert sind.

### Geschlossenes Depot
Bei der Verwahrung im geschlossenen Depot bietet die Bank lediglich einen ihrer Tresore für die effektiven Stücke an. Alle Verwaltungstätigkeiten müssen vom Kunden übernommen werden (z. B. Einlösen der Kupons oder des Talons). Die Übertragung (Verkauf, Schenkung usw.) von Inhaberpapieren erfolgt wie bei anderen Sachen durch Einigung und Übergabe (§§ 929 ff. BGB) auf einen Erwerber. Es erfolgen keine Benachrichtigungen hinsichtlich Kapitalmaßnahmen oder Hauptversammlungen. Letztlich ist ein geschlossenes Depot nichts anderes als ein Bankschließfach. Diese Art der Verwahrung kommt vorwiegend bei Tafelpapieren zur Anwendung und ist heutzutage sehr unüblich.

### Aberdepot
Bei dem Aberdepot befinden sich die Wertpapiere im Eigentum der Bank. Der Kunde hat nur eine schuldrechtliche Wertpapierlieferforderung, ohne dass ihm im Falle der Insolvenz der Bank ein Aussonderungsrecht zustünde. Rechtsgrundlage für Aberdepots ist in Deutschland ein privatrechtlicher Vertrag, für den die Regeln des BGB gelten; das DepotG kommt nicht zur Anwendung. Da die Vorteile dieser Verwahrmethode (geringere Gebühren) die Nachteile nicht aufwiegen können, hat sie in der Praxis keine Bedeutung.

## Typen
Jede Bank und Verwahrstelle klassifiziert in ihrer internen Buchführung Wertpapierbestände nach vier verschiedenen Hauptkategorien:
- Depot A (Eigendepot) enthält die Wertpapiere aus dem Eigenhandel der Bank und haftet für alle Verbindlichkeiten des Zwischenverwahrers (der Bank) gegenüber dem Drittverwahrer.
- Depot B (Fremd-, Ander- oder Treuhanddepot) enthält die Wertpapiere aus Kommissionsgeschäften. Der Bestand befindet sich im Eigentum des Hinterlegers (des Kunden der Bank).
- Depot C (Pfanddepot) enthält alle verpfändeten Wertpapiere der Kunden der Bank. Der Bestand haftet in vollem Umfang solidarisch für den Rückkredit gegenüber dem Drittverwahrer.
- Depot D (Sonderpfanddepot) enthält die beschränkt verpfändeten Wertpapiere der Kundschaft der Bank. Der Bestand haftet für den Rückkredit gegenüber dem Drittverwahrer nur bis zum Betrag des einzelnen dem Kunden gewährten Kredits.

## Gebühren
Für die Bereitstellung eines Wertpapierdepots erhebt die Bank üblicherweise Depotgebühren. Diese sind typischerweise nach Höhe und Art der Bestände gestaffelt. Die Girosammelverwahrung ist günstiger als die übrigen Verwahrarten. Auch Angebote zur kostenfreien Depotführung sind jedoch, gerade bei Direktbanken, keine Seltenheit mehr. Haupteinnahmequelle der Banken bei kostenfreier Depotführung sind die Gebühren für An- und Verkauf von Wertpapieren sowie (seltener) für die Gutschrift von Erträgen und die Einlösung von fälligen Wertpapieren.
Für einen Depotübertrag darf eine Bank in Deutschland keine eigenen Gebühren verlangen, und zwar unabhängig davon, ob der Übertrag im Zuge einer Depotauflösung geschieht oder lediglich Teilbestände übertragen werden. Die Bank darf jedoch die anfallenden Fremdkosten in Rechnung stellen. Das Gebührenverbot besteht, weil die Depotbank bei der Übertragung ihre gesetzliche Pflicht zur Herausgabe der verwahrten Wertpapiere erfüllt. Diese Gebührenfreiheit gilt derzeit noch nicht für österreichische Banken.

## Depotkontoauszug

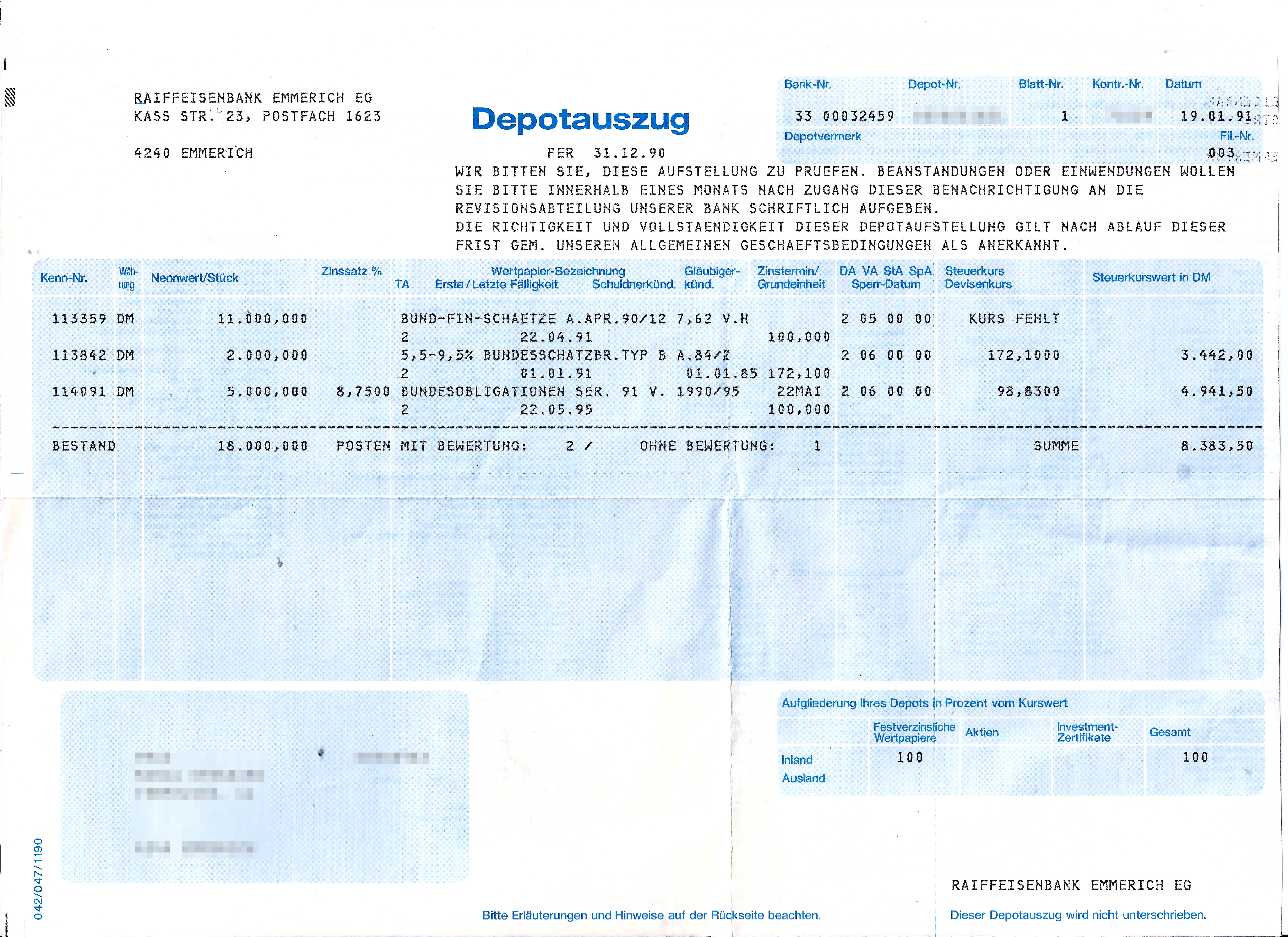
Depotauszug Raiffeisenbank Emmerich per 31. Dezember 1990

Nach Ziffer 11 Nr. 1 der Bekanntmachung der BaFin sind die Wertpapierdepots mindestens einmal jährlich mit den Depotkunden durch Übersendung von Depotauszügen abzustimmen. Das geschieht in der Praxis zum Jahresende. Nach Nr. 2 muss aus den Depotauszügen der Bestand des Depots zum Abstimmungstag einwandfrei zu entnehmen sein. In den Depotauszügen sind die dem Kreditinstitut anvertrauten Wertpapiere einzeln mit ihrem Nennbetrag oder der Stückzahl, der genauen Bezeichnung der Wertpapierart einschließlich der Angabe ihrer Merkmale (Serie, Gruppe, Reihe usw.) und der Verwahrungsart aufzuführen. Bei der Sammelverwahrung ist nach Haussammeldepot und Girosammeldepot zu unterscheiden. Aus der Angabe der Verwahrungsart im Depotauszug muss für den Hinterleger eindeutig erkennbar sein, in welcher Weise er Eigentum an den Wertpapieren besitzt.
Der Depotkontoauszug wird im Regelfall ergänzt durch eine Erträgnisaufstellung und Jahressteuerbescheinigung.

## Insolvenz des Verwahrers
Für Bankkunden ist die Frage von Bedeutung, ob die bei ihrer Depotbank verwahrten Wertpapiere von einer Insolvenz der Depotbank betroffen sind. Ausgenommen das Aberdepot spielt dabei die Art der Verwahrung keine Rolle. Gleichgültig, ob Girosammelverwahrung, Streifbandverwahrung oder Wertpapierrechnung, sind die bei einer Depotbank verwahrten Wertpapiere nicht von der Insolvenz dieser Depotbank betroffen, sofern die Depotbank nicht selbst der Emittent dieser Wertpapiere ist, und sofern der Deckungsbestand ausreichend ist (d. h., keine Veruntreuung oder Verlust stattfand). Bei der Verwahrung ist der Bankkunde regelmäßig Eigentümer (Alleineigentümer beim Streifbanddepot, Miteigentümer bei Girosammelverwahrung) oder hat zumindest einen schuldrechtlichen Herausgabeanspruch (Wertpapierrechnung), während die Depotbank lediglich Besitzerin (Streifbanddepot), Mitbesitzerin (Girosammelverwahrung) oder Treuhänderin (Wertpapierrechnung) der Wertpapiere ist. Dem Eigentümer steht in der Insolvenz des Verwahrers ein Herausgabeanspruch nach den §§ 985 BGB, § 47 InsO zu, wobei er im Rahmen der Aussonderung seine Wertpapiere vom Verwahrer herausverlangen darf. In § 47 InsO wird dieser Aussonderungsanspruch ausdrücklich mit der Folge verbunden, dass der Eigentümer nicht Insolvenzgläubiger ist und somit am eigentlichen Insolvenzverfahren nicht teilnimmt. Auch die nach Insolvenzeröffnung bei der Depotbank anfallenden Zinsen und Dividenden aus aussonderungsfähigen Wertpapieren sind selbst aussonderungsfähig.
Hat die Depotbank das Eigentum bzw. das Miteigentum des Kunden durch eine rechtswidrige Verfügung verletzt, und so dessen Aussonderungsrecht vereitelt, erhält dieser das Insolvenzvorrecht des § 32 Abs. 1 Nr. 2 DepotG und genießt Vorrang. Für Verbindlichkeiten aus Wertpapiergeschäften aus § 1 Abs. 4 EAEG (z. B. noch nicht gutgeschriebene Verkaufserlöse, veruntreute oder verlorene Wertpapiere) sind die Kreditinstitute in Deutschland über die gesetzliche Einlagensicherung bis 90 % der geschuldeten Summe, maximal den Gegenwert von 20.000 Euro, pro Kunde und Institut abgesichert (§ 2 Abs. 3 EinSiG, § 4 Abs. 2 EAEG). Schäden, die diese Grenzen übersteigen, werden von den zusätzlichen Einlagensicherungsfonds auf freiwilliger Basis erstattet, jedoch handelt es sich dabei nicht um einen einklagbaren Rechtsanspruch. Beim geschlossenen Depot gilt weder die gesetzliche, noch die freiwillige Einlagensicherung, und es muss stattdessen eine besondere Schließfachversicherung gegen das Abhandenkommen von Wertpapieren abgeschlossen werden. Auch einige Hausratversicherungen leisten in diesem Fall, wobei die Obergrenzen für die Erstattung von den Versicherungsbedingungen abhängen. Bei US-Brokern und -Banken wird die gesetzliche Absicherung bei Betrugsfällen (englisch fidelity insurance) von der SIPC übernommen, die Grenze liegt bei 500.000 USD, abzüglich bis zu 250.000 USD entschädigter Verluste von Barkonten.
Bekanntester Entschädigungsfall mit kriminellem Hintergrund war in Deutschland der Phoenix Kapitaldienst. Ein historisch berühmter Fall war die Veruntreuung von Papieren bei dem Broker Richard Whitney & Co., die im Zuge der Weltwirtschaftskrise aufflog (siehe auch Der schwarze Freitag).
Etwas komplizierter war die Situation beim Bankrott des US-Brokers MF Global. Die Veruntreuung betraf dort nicht direkt die Wertpapiere der Kunden. Abhanden kamen vielmehr Guthaben von Verrechnungskonten. MF Global musste diese als Broker vom eigenen Kapital getrennt bei Vollbanken hinterlegen. Nachdem Kunden im Zuge des Bankrotts ihre Wertpapiere und Guthaben auf andere Broker übertragen hatten, fehlten ca. 40 % der Gelder auf den Verrechnungskonten. Da sie oftmals als Sicherheiten für kreditfinanzierte Wertpapierkäufe hinterlegt waren, sahen sich Kunden mit dem Verkauf ihrer Wertpapiere konfrontiert, wenn sie den Margin Call nicht anderweitig befriedigen konnten.